# 雨斑凤鳚
雨斑凤鳚（学名：Salarias guttatus）为輻鰭魚綱鳚形目鳚科凤鳚属的鱼类。分布于新赫布里底群岛、臺灣（包括東沙島）、澳大利亚大堡礁、印度尼西亚、菲律宾、新加坡以及中国南海等海域，常栖息于热带珊瑚礁处，深度0至10公尺。该物种的模式产地在Vanicolo、（Vanikoro）。本魚體長橢圓形，稍側扁，頭鈍短，具鼻鬚、眼上鬚和頸鬚且有分支，胸部有較大的黃色或粉紅色斑點，背鰭基部有一系列暗色至粉紅色的斑點，體長可達10公分，棲息在水淺的礁石平台，以藻類及有機碎屑為食，生活習性不明，可作為觀賞魚。